# 4-メチル-2,5-ジメトキシ-α-エチルフェネチルアミン
4-メチル-2,5-ジメトキシ-α-エチルフェネチルアミン（4-methyl-2,5-dimethoxy-alpha-ethylphenethylamine）は、幻覚剤の一つ。アリアドネ（ariadne）、ジモキサミン（dimoxamine）またはα-Et-DOMとも呼ばれる。2C-DとDOMの類縁体である。アレクサンダー・シュルギンにより初めて合成された。シュルギンの著書PiHKALでは、32 mgの服用で幻覚作用を引き起こすと報告している。この物質のヒトに対する薬理学特性、代謝および毒性のデータはシュルギンによるもののみである。 